# ويليام هايوود
ويليام هايوود (بالإنجليزية: William Haywood)‏ (25 فبراير 1841 - 7 يناير 1912) هو لاعب كريكت بريطاني (وحمل سابقاً جنسية المملكة المتحدة لبريطانيا العظمى وأيرلندا).